# Tolmera culminata
Tolmera culminata är en fjärilsart som beskrevs av Louis Beethoven Prout 1928. Tolmera culminata ingår i släktet Tolmera och familjen mätare. Inga underarter finns listade i Catalogue of Life.